# متلازمة الرعاش والرنح المرتبطة بالصبغي إكس الهش
متلازمة الرعاش والرنح المرتبطة بالصبغي إكس الهش هي اضطراب عصبي تنكسي متأخر الظهور يحدث عند الذكور الأكبر من 50 عامًا حاملي طليعة الطفرة المسبِبة لمتلازمة الصبغي إكس الهش. تشمل السمات السريرية الرئيسية للمتلازمة اضطرابات الحركة ورنح المشية مخيخي المنشأ والرعاش الحركي. تترافق المتلازمة أيضًا بالباركنسونية والتراجع المعرفي واضطرابات الجهاز العصبي الذاتي. تصيب المتلازمة الرجال حاملي طليعة طفرة الصبغي إكس الهش، والتي تعرف بأنها تكرر ثلاثي النوكليوتيدات (سي جي جي) من 55-200 مرة في جين التخلف العقلي المرافق للصبغي إكس الهش من النمط الأول (إف إم آر 1). يعد تكرر (سي جي جي) من 4-40 مرة طبيعيًا. بينما يكون الأفراد حاملي التكررات الأكثر من 200 مصابين بالملامح الكاملة لمتلازمة الصبغي إكس الهش.
بخلاف طفرة متلازمة الصبغي إكس الهش الكاملة، والتي تُشخص مبكرًا في الطفولة، تظهر أعراض متلازمة الرعاش والرنح المرتبطة بالصبغي إكس الهش عند الأفراد الذين تزيد أعمارهم عن 50 عامًا. وتكون المتلازمة أكثر شيوعًا وأكثر شدة عند الذكور، كما هي الحال في متلازمة الصبغي إكس الهش، بسبب نمط الوراثة المرتبط بالصبغي إكس. يبلغ معدل الإصابة بالمتلازمة بين حاملي طليعة طفرة متلازمة الصبغي إكس الهش الذين تزيد اعمارهم عن 50، 40% حتى 45% (عند الذكور) و16.1% (عند الإناث).
وُجد أن الرنا المرسال الناتج عن الجين (إف إم آر 1) مرتفع عند مرضى متلازمة الرعاش والرنح المرتبطة بالصبغي إكس الهش على النقيض من متلازمة الصبغي إكس الهش، التي يحدث فيها كبت نسخي للجين (إف إم آر 1) عن طريق مثيلة الحمض النووي. في كلا المرضين يتضاءل مُنتج الجين (إف إم آر 1)، وهو بروتين التخلف العقلي المرتبط بالصبغي إكس الهش، ولكن يُعتقد أن سبب ذلك عند مرضى متلازمة الرعاش والرنح المرتبطة بالصبغي إكس الهش هو السمية بالحمض النووي الريبي، وفي متلازمة الصبغي إكس الهش، السبب هو إسكات الجين.
لا يوجد علاج لمتلازمة الرعاش والرنح المرتبطة بالصبغي إكس الهش، ولكن يمكن تدبير معظم الأعراض بالأدوية.

## الأعراض
تشمل الأعراض الجسدية لمتلازمة الرعاش والرنح المرتبطة بالصبغي إكس الهش الرعاش القصدي والرنح مخيخي المنشأ والباركنسونية. بالإضافة إلى المشي بخطوات صغيرة ومجرجرة وصلابة العضلات وبطء الكلام وأعراض الاعتلال العصبي. مع وصول المرض إلى المراحل المتقدمة، تظهر الأعراض الذاتية: ارتفاع ضغط الدم، وعسر وظيفة الأمعاء والمثانة، والعجز الجنسي.
يمكن أن تظهر على الفرد المصاب بمتلازمة الرعاش والرنح المرتبطة بالصبغي إكس الهش الأعراض التالية: انخفاض في القدرات المعرفية، يتضمن تراجع الذاكرة قصيرة المدى والمهارات التنفيذية، وانخفاض القدرات في الرياضيات والإملاء والقدرة على اتخاذ القرار. يمكن أن تؤدي المتلازمة أيضًا إلى تغيرات في الشخصية، بسبب تغيرات في المنطقة الحوفية في الدماغ. قد يظهر ذلك على هيئة تهيج ونوبات الغضب وسلوك اندفاعي.

## التدبير
يشمل التدبير الطبي لمتلازمة الرعاش والرنح المرتبطة بالصبغي إكس الهش تقليل درجة الإعاقة وتخفيف الأعراض. توجد ثغرات كثيرة في البحوث المتعلقة بتدبير متلازمة الرعاش والرنح المرتبطة بالصبغي إكس الهش. وُصف الاضطراب أول مرة في الأدبيات الطبية في عام 2001. لا يوجد بعد نموذج علاجي لمتلازمة الرعاش والرنح المرتبطة بالصبغي إكس الهش. يُدبر المرض باستخدام مجموعة متنوعة من العلاجات التي تؤثر على أعراض متلازمة الرعاش والرنح المرتبطة بالصبغي إكس الهش. لم تُجرَ بعد تجارب منضبطة معشاة كافية لتقييم فعالية هذه العلاجات، ويقتصر الدعم على الأدلة المروية. لذا تستخدم الأدوية المفيدة في الحالات الشبيهة لتدبير المتلازمة. 
لا يوجد علاج لمتلازمة الرعاش والرنح المرتبطة بالصبغي إكس الهش. يشمل العلاج الحالي استخدام أدوية تخفف الرعاش أو الرنح أو تغيرات المزاج أو القلق أو التراجع المعرفي أو الخرف أو الآلام العصبية أو الألم العضلي الليفي. لم تُدرس إعادة التأهيل العصبي للمرضى الذين يعانون من متلازمة الرعاش والرنح المرتبطة بالصبغي إكس الهش ولكن يجب النظر في الفائدة المحتملة لهذا العلاج. يمكن أيضًا استخدام العلاج المهني والفيزيائي.